# گوستاو مولر
گوستاو مولر (زادهٔ ۱۹۸۸ در گوتنبرگ، سوئد) فیلمنامه‌نویس و کارگردان فیلم سوئدی-دانمارکی است.

## زندگی حرفه‌ای
گوستاو مولر در سال ۲۰۱۵ با فیلم در تاریکی به عنوان کارگردان از مدرسه فیلم دانمارک فارغ التخصیل شد. اولین فیلم بلند او گناهکار در سال ۲۰۱۸ جوایز بین‌المللی فراوانی را برای او به همراه داشت. این فیلم برای بازسازی در آمریکا با تهیه کنندگی و بازی جیک جیلنهال انتخاب و با نام گناهکار در سال ۲۰۲۱ منتشر شد. پروژه بعدی او اقتباسی از رمان گرافیکی برف کورکننده است که جیک جیلنهال نقش اصلی آن را ایفا خواهد کرد و پخش آن به استودیوی اپل رسیده‌است.

## فیلمشناسی
| سال  | عنوان فیلم   | نقش               | جوایز | منبع        |
| ۲۰۱۸ | گناهکار      | کارگردان/ نویسنده | بهترین فیلم جشنواره ساندس از نگاه تماشاگران برنده بهترین فیلم جشنواره فیلم تورین از نگاه تماشاگران برنده بهترین فیلم جایزه روبرت برنده بازیگر مرد جایزه روبرت برنده بهترین کارگردان جایزه روبرت برنده بهترین تدوین جایزه روبرت برنده بهترین صداگذاری جابزه روبرت برنده بهترین بازیگر زن جایزه روبرت برنده بهترین فیلمنامه اورجینال جایزه روبرت نامزد بهترین فیلمبرداری جایزه روبرت | [ ۴ ] [ ۵ ] |
| ۲۰۲۱ | گناهکار      | نویسنده           | | [ ۶ ]       |
| -    | برف کورکننده | کارگردان          | | [ ۷ ]       |